# Bennett H. Henderson
Bennett H. Henderson (* 5. September 1784 in Bedford, Virginia; † nach 1817 in Summitville, Tennessee) war ein US-amerikanischer Politiker. Zwischen 1815 und 1817 vertrat er den Bundesstaat Tennessee im US-Repräsentantenhaus.

## Werdegang
Bennett Henderson wurde in Virginia geboren und zog später in den Staat Tennessee, wo er Mitglied der von Präsident Thomas Jefferson gegründeten Demokratisch-Republikanischen Partei wurde. Bei den Kongresswahlen des Jahres 1814 wurde er für das zweite Abgeordnetenmandat von Tennessee in das US-Repräsentantenhaus in Washington, D.C. gewählt, wo er am 4. März 1815 die Nachfolge von John Sevier antrat. Bis zum 3. März 1817 konnte er eine Legislaturperiode im Kongress absolvieren. Danach übernahm Samuel E. Hogg sein Mandat.
Nach seinem Ausscheiden aus dem US-Repräsentantenhaus verliert sich die Spur von Bennett Henderson. In den Quellen wird nur vermerkt, dass er in Summitville starb.